# Застава Јужне Џорџије и Јужних Сендвичких Острва
Застава Јужне Џорџије и Јужних Сендвичких Острва је усвојена у периоду између 1999. и 2002. године. Данашња застава је мало промијењена верзија оригиналне заставе која је била усвојена 3. октобра 1985, када је територија формирана. Прије тога ова територија је користила заставу Фокландских острва. Застава је тамноплаве боје и са десне стране је смјештен грб Јужне Џорџије и Јужних Сендвичких Острва, а у горњем лијевом углу се налази застава Уједињеног Краљевства.